# نوشکی
نوشکی (انگلیسی: Nushki) شهری در منطقه نوشکی، ایالت بلوچستان پاکستان است.
شهر در جنوب غرب کویته واقع شده، و در صفحه فلات کویته قرار گرفته است. ۲۹۰۰ فوت از سطح دریا ارتفاع دارد. جمعیت نوشکی بیش از ۶۵۰۰۰ نفر است. از شهر نوشکی کویر هموار بلوچستان از شمال و غرب تا رودخانه هلمند ادامه می یابد. در ۱۹۰۲ خط راه آهنی به طول ۹۱ مایل از کویته به نوشکی کشیده شد که در سال ۱۹۰۵ تکمیل گردید. به این ترتیب نوشکی به نقطه آغازی برای حرکت کاروان‌ها به سمت سیستان بدل گردید.